# José de Argáiz
José de Argáiz y Pérez (Arnedo, 19 de marzo de 1592-Granada, 28 de mayo de 1667) fue un sacerdote católico español, obispo de Almería, y de Ávila y arzobispo de Granada, sucesivamente.

## Biografía

### Familia
Hijo de José de Argáiz y de María Pérez, familia de hidalgos oriunda de Corella establecida en Arnedo.

### Formación
Estudió primeras letras y gramática en su localidad natal. Cursó Artes y Teología en Alcalá de Henares y desde 1619 en Sigüenza, como colegial del Colegio de San Antonio, donde obtuvo el doctorado en Teología en 1621. Continuó estudios en el Colegio Mayor el Viejo de San Bartolomé de Salamanca.

### Trayectoria

##### Presbítero
En 1616 fue ordenado presbítero. Siendo colegial fue nombrado capellán real. En 1623 obtuvo el beneficio de Arancueque del arzobispado de Toledo y en 1927 fue nombrado capellán de honor de la Capilla Real. En 1628 obtuvo el beneficio del curato de San Ginés de Madrid y en 1632 fue nombrado administrador y gobernador del Hospital de  Niños Expósitos de Madrid.

#### Obispo
Fue propuesto para los obispados de Paraguay, de Santiago de Chile y otro también del continente americano, cargos que no aceptó.
En 1641 aceptó el obispado de Almería y fue nombrado el 1 de julio del mismo año y consagrado el 16 de marzo de 1642 en la iglesia de Santa Bárbara de los Agustinos Recoletos de Madrid por  el obispo de Elna Francisco Pérez Roy, que poco después sería nombrado obispo de Guadix. Durante su corta estancia en Almería se celebró sínodo diocesano y mantuvo excelentes relaciones con el cabildo catedral, lo que no era habitual en la época.
El 4 de diciembre de 1645 fue nombrado para la sede de Ávila. En esta sede dio muestras de rectitud no aceptando que sus familiares se presentaran a los beneficios y prebendas vacantes. Igualmente mantuvo buenas relaciones con el cabildo.
Tras nueve años de pontificado en la diócesis abulense fue nombrado arzobispo de Granada el 27 de julio de 1654, donde ejerció hasta su muerte a pesar de que Felipe IV le ofreció el arzobispado de Burgos en 1656, y los obispados de Málaga en 1658 y de Cuenca en fecha indeterminada, que quiso aceptar para continuar con su pontificado en Granada.
En Granada se distinguió por su rectitud y generosidad. Tuvo algún conflicto con autoridades civiles y llegó a publicar un memorial en defensa de su jurisdicción eclesiástica. Dotó una sala de once camas en el Hospital de San Juan de Dios, favoreció a los colegiales de Santa Catalina de clérigos universitarios y costeó parte de las obras llevadas a cabo en la Casa-Recogimiento de Santa María Egipciaca. Durante su pontificado se inició la construcción de la basílica de la patrona de Granada, Nuestra Señora de las Angustias, parroquia con la que estuvo muy vinculado y favoreció, Alonso Cano trabajó en la catedral de Granada engrandeciéndola con su arte y se cumplieron los últimos años de vida del poeta Soto de Rojas, canónigo de la iglesia de Nuestro Salvador, en su famoso carmen del Albaicín.

## Final
Falleció en Granada el sábado 28 de mayo de 1667 a los setenta y cinco años y veinticinco de episcopado. Sus restos fueron depositados en la cripta de la iglesia catedral.

## Sucesión
| Predecesor: José Valle de la Cerda             | Obispo de Almería 1641-1645    | Sucesor: Luis Venegas de Figueroa y Sirvente de Valenzuela |
| Predecesor: Juan Vélez de Valdivielso          | Obispo de Ávila 1645-1654      | Sucesor: Bernardo Atayde de Lima Perera                    |
| Predecesor: Antonio Calderón (obispo) (electo) | Arzobispo de Granada 1654-1667 | Sucesor: Diego Escolano y Ledesma                          |

- Datos: Q61943147
- Multimedia: José de Argáiz / Q61943147